# دستور العراق
دستور العراق هو القانون الاتحادي الذي يتم حكم العراق به حالياً، وقد تمت الموافقة على الدستور في استفتاء يوم 15 تشرين الأول/أكتوبر 2005، ودخل حيز التنفيذ في عام 2006 وذلك تحت احتلال قوات التحالف.
ويعد الدستور الدائم الجديد للعراق أول وثيقة قانونية تقرها جمعية تأسيسية منتخبة واستفتاء وطني منذ العام 1924. وتمثل هذه العملية نقطة تحول في العراق من الحكم المركزي السلطوي، مروراً بخراب ما بعد الحرب التي قادتها الولايات المتحدة الأمريكية، وصولاً إلى الحكومة الدستورية التمثيلية وعودة السيادة العراقية
وأقرّ الدستور بموافقة 78% من المصوتين. لكن الرفض الكاسح في المناطق السنية اظهر الفشل في الوصول إلى توافق وطني من جانب، ووجود رغبة للانخراط في العملية السياسية من جانب آخر

## التاريخ

### دستور 1925

#### مرحلة وضع مشروع القانون الأساسي
على أثر تأسيس الدولة العراقية في 23 أغسطس/آب، 1921، وتتويج الأمير فيصل بن الحسين ملكاً على العراق. تعهد الملك أثناء خطابه في حفل التتويج بأنه سيعمل على سن قانون أساس للمملكة. وبرزت المطالبة بإقامة دستور يوضع من قبل مجلس منتخب من أهالي العراق في مقدمة مطاليب الحركة الوطنية العراقية لمرحلة ما بعد الحرب العالمية الأولى. ففي الاستفتاء الذي أجراه الحاكم الملكي العام أرنولد ولسن ما بين عامي 1918-1919 عبرت جماهير المدن الرئيسية التي كانت تعتبر مراكز للحركة الوطنية عن طلبها في الاستقلال وإقامة حكم مقيد بمجلس فأنتخب منهم أهالي العراقي يقوم بين دستور للبلاد. وعلى أثر تأسيس الدولة العراقية عام 1921، أعلن الملك فيصل الأول في خطاب التتويج الذي القاه في 23 آب 1921، بأن أول عمل سيقوم به هو المباشرة في إجراء انتخابات المجلس الذي سيتولى بمشورته وضع دستور للبلاد يقوم على قواعد الحكومات السياسية الديمقراطية ويعين أسس حياتها السياسية والاجتماعية، إذ أصبحت حاجات الحكم الجديد تتطلب الإسراع بوضع دستور فضلاً عن ما نصت عليه المادة الأولى من صك الانتداب وبعد مشاورات عديدة وتعديلات سن دستور عام 1925. وكانت اقامة الحكومة العراقية المؤقتة مرحلة تمهيدية للشروع في تأسيس نظام حكم دائم يضمن استمرار المصالح والسيطرة البريطانية على العراق من جهة، ولإقناع العراقيين بتحقيق الاستقلال الذي يبتغونه من جهة أخرى. وبدأت النية في وضع الدستور العراقي، منذ أن بايعت حكومة عبد الرحمن النقيب في 11 يوليو/تموز من عام 1921 فيصلاً بن الشريف ملكاً على العراق، إذ اشترطت عليه أن تكون حكومته دستورية نيابية ديمقراطية مقيدة بالقانون، وقد سبق أن تعهدت بريطانيا في صك الانتداب، بأن تضع في مدة لا تتجاوز الثلاث سنوات من تاريخ الانتداب قانوناً أساسياً للعراق يعرض على مجلس العصبة للمصادقة عليه، على أن يضمن هذا القانون الحقوق الأساسية للأهالي الساكنين في البلاد، وعليه، ففي أثناء حفل تتويج فيصل ملكاً على عرش العراق في 23 من آب، 1921، ألقى فيصل خطاباً، أعلن فيه: «أن أول عمل أقوم به هو مباشرة الانتخابات، وجمع المجلس التأسيسي ولتعلم الأمة أن مجلسها هذا هو الذي سيضع بمشاورتي دستور استقلالها... ويصادق على المعاهدة التي سأودعها له فيما يتعلق بالصلات بين حكومتنا والحكومة البريطانية العظمى، ويقرر حرية الأديان والعبادات بشرط أن لا تخل بالأمن والأخلاق العمومية، وبين قوانين عدلية تتضمن منافع الأجانب ومصالحها وتمنع تعرض الدين والجنس واللغة وتتكفل التساوي في المعاملات التجارية مع كافة البلاد الأجنبية».
وبدأت أولى المحاولات لوضع القانون الأساسي العراقي في عام 1921، عندما شكلت لجنة بريطانيا خاصته لأعداد لائحته، وتألفت اللجنة من الميجر دبليو - جي يونغ الموظف في دائرة الشؤون الشرقية في وزارة المستعمرات البريطانية في لندن، والمستر أيم. أي. أدراورد المستشار القضائي بدار المندوبية وبأشراف المستر دافيج سون واستعانت اللجنة في عملها بدساتير بعض الدول كأستراليا، ونيوزيلندا، وإيران. ومن أبرز ما تضمنه هذا المشروع الذي وضع في بغداد، تأليف مجلس باسم مجلس الملك يتألف من ثلاثين عضواً معينين وبضمنهم الوزراء، يعهد غليه تشريع الأمور التي تتعلق بشؤون المعاهدة العراقية البريطانية كما تكون له صلاحية تعديل جميع التشريعات عدا تلك التي تقرر بأغلبية الثلثين في مجلس النواب. وتضمن المشروع أيضاً مادة تضفي الشرعية على البيانات والأنظمة والقوانين التي سبق وأن أصدرها القائد العام للقوات البريطانية في العراق والحاكم الملكي العام والمندوب السامي، وتلك التي اصدرتها حكومة الملك فيصل الأول خلال المدة من 5 نوفمبر، 1914 وحتى تنفيذ الدستور، وقد وضع الموظفيين البريطانيين الذين ساهموا في وضع نصوص المشروع أن يضمنوا ما يعزز مركز بريطانيا في العراق عن طريق وضع أكثر ما يمكن من السلطات وبالذات السلطات التشريعية في يد الملك وإبعاد الفرص عن المجالس المنتخبة عن عرقلة مساعي الحكومة.
عرضت اللجنة المشروع على الملك فيصل، فقبله بصورة مبدئية وأحاله في مارس 1922 إلى لجنة عراقية تألفت من وزير العدلية ناجي السويدي، ووزير المالية ساسون حسقيل، وسكرتير الملك الخاص رستم حيدر، وبعد تدقيق المشروع، اعترضت هذه اللجنة على المشروع، لأنه منح الملك صلاحيات واسعة، وحرم مجلس الأمة من وضع أي تشريع يخالف معاهدة التحالف المبرمة بين الحكومتين العراقية والبريطانية، وبناء على ذلك، وضعت اللجنة مشروعاً أخر يمثل وجهة النظر العراقية، واستوحت بعض أحكامه من الدستور العثماني وبعض دساتير الدول الأخرى كالدستور الياباني. وبعد ذلك تم إرسال المشروعين إلى وزارة المستعمرات في لندن، وفي 6 أبريل/نيسان، عام 1922، وهناك أعد مشروع موحد قلص فيه صلاحيات الملك وجعلت الحكومة تحت إشراف المجلس النيابي وتحقيق مسؤولياتها أمامه، وكان هذا الحق قد منح للملك في المشروع الأصلي وأنيط بالملك صلاحيات تشريعية فأعطاه حق أصدار المراسيم التي لها قوة القانون، عندما يكون البرلمان غير منعقد، وبعد ذلك أُعيد المشروع إلى بغداد بعد تنقيحه في 15 فبراير/شباط، من عام 1923، وقرر مجلس الوزراء تشكيل لجنة مشتركة عراقية بريطانية تضم في عضويتها وزير العدلية ناجي السويدي، ودراور مستشار وزير العدلية، وخولهما بالاستعانة بمن يروهم من الحقوقيين العراقيين، وقامت اللجنة بإدخال تعديل مهم يتضمن جعل الوزراء مسؤولين أمام مجلس النواب وليس امام الملك كما كان النص في السابق. ووضعت اللجنة أيضاً نصاً يلزم الملك بأن يستحصل موافقة مجلس الأمة على إعلان الحرب، كذلك اقترحت نصاً يمنع الملك من حل مجلس الأعيان. أرسل مشروع بغداد الثاني إلى وزارة المستعمرات البريطانية في 9 أبريل، من عام 1923، فتم تنقيح المشروع في ضوء مذكرات لجنة الشرق الأوسط البريطانية التي وردت فيها: «أن الضرورة والرغبة هي أن يوضع القانون الأساسي بحيث يؤهلنا للسيطرة على مجلس الأمة العراقي عن طريق الملك من أجل تحقيق العلاقات التي نظمت بواسطة المعاهدة». وأرسل المشروع بعد تنقيحة مرة ثانية إلى بغداد في أيلول 1923، وألفت لجنة برئاسة عبد المحسن السعدون للدراسة، التي وافقت عليه من دون أدخال أي تعديل جوهري، وبعدها أقره مجلس الوزراء وبذلك أخذ مشروع أبريل 1923 المنقح من بريطانيا شكله النهائي ونشر مشروع القانون الأساسي في الصحف في نوفمبر 1923 وأصبح جاهزاً لعرضه على المجلس التأسيسي لإقراره.

#### مناقشة الدستور
عرض الدستور على المجلس التأسيسي العراقي، وقام المجلس بتأليف لجنة لدراسة المشروع، وضمت هذه اللجنة نائباً عن كل لواء من ألوية العراق، وعقدت اللجنة حوالي ثمان جلسات درست فيها نحو 80 مادة دراسة أولية، ثم أعترى أعمالها بعض الفتور وأبعدتها المناقشة الحادة للمعاهدة العراقية البريطانية في المجلس التأسيسي عن مواصله أعمالها ذلك لأن أعضاءها كانوا ضمن أعضاء المجلس المجلس التأسيسي وقد علقت اللجنة عن كل مادة درستها دراسة أولية وإذا كان يجب تعديلها أو لا، ولكنها لم تستطع أن تنجز سوى 16 مادة لتقدمها إلى المجلس للمذاكرة فيها، وأخذت تنظر بقية المواد الأخرى بسرعة كما طلبت اللجنة من الحكومة الأوراق الخاصة بالمشروع وإعلامها بالأسباب الموجبة لوضع كل مادة من مواد لائحة القانون الأساسي الخاصة بالمشروع وإعلامها بالأسباب الموجبة لوضع كل مادة من مواد لائحة القانون الأساسي، ولم تستطع الحكومة إجابة طلب اللجنة وأعلنت الحكومة في الصحف بياناً طلبت به إلأى الشعب أن يزودها بآرائه ورغباته في القانون الأساسي فلم يتقدم إليها أحد برأي وقد أضافت الجنة إلى المشروع لمدة الخاصة بـ علم الدولة العراقية وشعارها وشارتها أوسمتها وعدلت بعض المواد الأخرى من ناحية الأسلوب والتعبير واللغة وأضافت إليها بعض الأمور القانونية من حيث الأهمية. وبدأ المجلس بمناقشة الدستور في 14 يونيو/حزيران من عام 1924، وجرت المناقشات بسرعة وأقر المجلس مواد كثيرة بمجرد قراءتها مرة واحدة، من دون مناقشتها ولم يستطيع المجلس التأسيسي أن يُدخل تعديلات تستحق الذكر على الدستور، لأن كل مُقترح من المعارضة كان يقابل باعتراض حاد، أما من أحد الأعضاء الموالين للحكومة، أو من أحد الوزراء وفقاً للخطة التي رسمها المندوب السامي البريطاني. وأنتهى المجلس من مناقشة المشروع في 10 يوليو/تموز، من عام 1924، خلال 18 جلسة، التي استغرقت شهراً واحداً فقط.
وعلى أية حال، قبل مشروع الدستور، دون أن يجري أي تعديل جوهري على نصوصه أو تبديل لمحتوياته، وأرسل عن طريق بريطانيا إلى عصبة الأمم، فقبل هناك وأُرجع إلى العراق لتنفيذه والعمل بموجبه.

لم يأتِ دستور عام 1925 بطريقة التشريع الشعبي الحر، وقد أشرفت بريطانيا على إعداده وصياغة مواده منذ عام 1922. ومع ذلك اعتبره الحسني مطلباً شعبياً وحصيلة ضرورية من نتائج الحرب العالمية الأولى. بقوله: 
 وعمل الإنجليز في بادئ الأمر على تأخير نشره وبالتالي تطبيقه. وأدى ذلك إلى استياء وشكوى الأوساط السياسية سواء الحزبية منها أو الصحفية، وتفاقمت هذه المعارضة الشعبية أثر معرفتها بالسبب الرئيس لهذا التأخير، وهو الرغبة في منح امتياز «شركة النفط التركية» واستثمار النفط في الأراضي العراقية إلى شركة اجنبية عرفت فيما بعد بـ «شركة نفط العراق»، وخاطبت جريدة الاستقلال وحزبا الأمة النهضة حكومة ياسين الهاشمي الأولى، بالإسراع في وضع الدستور موضع التنفيذ وإجراء الانتخابات للمجلس النيابي يكون عقد اتفاقية النفط هذه عن طريق مجلس الأمة (الأعيان والنواب). وخشيةً من التفاف حكومة الهاشمي على الصيغ الدستورية والديمقراطية، وإجراء مزيد من الضغط والتأثير النافذ على هذه الحكومة، قابل وفداً في أواسط فبراير/شباط 1925 الهاشمي، وتكون في أغلب أعضائه من بعض الوجهاء البغداديين وممثلي بعض الطوائف والمذاهب وعدد من ممثلي الأحزاب السياسية، وهم كل من؛ رئيس حزب الأمة أحمد الداوود، ورئيس الحزب الحر العراقي، محمود النقيب، وثلاثة من ممثلي هذا الحزب وهم عبد المجيد الشاوي وفخري الجميل ويوسف غنيمة، فضلاً عن يوسف السويدي، ورفعت الجادرجي، وفؤاد الدفتري، وعبد الغني كبة وعبد الحسين الجلبي، وأحمد الظاهر، وعبد الجليل السوز، ومناحيم دانيال. وطالب هذا الوفد بلزوم الإسراع بنشر الدستور وخاطبه قائلاً: «لا يمكن للبلاد أن تعيش من دونه والذي بدلت الأمة لأجله من الجهود ما بذلت منذ سنة 1920 وهذا ما يتطابق مع ما أقره المجلس التأسيسي». وهنا أجاب الهاشمي بأن حكومته قد قررت منذ 12 فبراير/شباط، !1925، لزوم التسريع في انتخابات المجلس النيابي، كما أعطى الوفد وعداً بأن حكومته ستعمل على نشر الدستور بعد أسبوعين. وعلى الرغم من ذلك، فقد امتنعت حكومة الهاشمي عن مناقشة المسألة النفطية في مجلس الأمة واخذتها على عاتقها فقط. وكان من المفترض أن تنتظر الحكومة نشر الدستور ثم مناقشة المسألة في مجلس الأمة. وأشارت الحكومة البريطانية على الملك فيصل الأول أن يؤجل مصادقته على الدستور العراقي حتى يتم منح امتياز النفط. وفي 14 مارس، 1925، قررت حكومة الهاشمي منح امتياز النفط للشركة المذكورة فأثارت بقرارها معارضة شديدة ضدها، و21 مارس/آذار، أقدمت الحكومة على نشر الدستور ليتخذ طريقه إلى التنفيذ.

#### التعديلات
جرت بعض التعديلات على هذا الدستور طوال العهد الملكي. إلا أن هذه التعديلات كانت ف يكل مرة تعطي صلاحيات واسعة للملك. ففي نهاية يوليو 1925، جرى تعديل عليه، وكان بسيطاً تناول جواز غياب الملك عن العراق بقرار يصدره مجلس الوزراء، وتناول منح أعضاء مجلس الأمة مخصصات شهرية عن المدة التي يجتمع هذا المجلس خلالها. وفي أواخر أكتوبر 1943، جرى تعديل خطير على الدستور بعد حركة مايس 1941 التي هزت أركان النظام الملكي، وقد منح الملك صلاحيات واسعة إضافية منها، إعطاء الملك حق إقالة الوزارة، وضرورة تصديق مقررات مجلس الوزراء من قبل الملك، وجعل عدد أعضاء مجلس الأعيان مساوياً لربع عدد أعضاء مجلس النواب، وانتقال ولاية العهد إلى عبد الإله، وجواز نقل العاصمة من بغداد إلى غيرها بصورة مؤقتة، وجواز اجتماع البرلمان خارج العاصمة. وفي 10 مايو، 1958 جرى تعديل ثالث على الدستور بعد إعلان الاتحاد العربي بين العراق والأردن في فبراير 1958. وأجاز التعديل لملك العراق بإنشاء اتحاد مع دولة عربية واحدة أو أكثر.

#### الأفكار السياسية في الدستور
وورد في مقدمة الدستور أن دولة العراق، شكلها نيابي، وحكومته ملكية وراثية. وجاء في الباب الأول منه «حقوق الشعب» لا فرق بين العراقيين في الحقوق وأن أختلفوا في «القومية والدين واللغة» وهذه النقطة تؤكد التركيبة العرقية والمذهبية في العراق ودمجها في هوية واحدة وهي الهوية العراقية. وأكدت الفقرة الثانية من هذا الباب على أن «الحرية الشخصية مصونة لجميع السكان» وطبقت هذه المقولة خلال العهد الملكي بشكل نسبي إلى حد ما، إلا أن ما جرى هو إخضاع هذه الحرية الشخصية إلى التوجهات السياسية مما أضعف الحقوق المدنية للمواطن. وأكدت الفقرة الثالثة من الباب على أن «للعراقيين حرية إبداء الرأي والنشر والاجتماع وتأليف الجمعيات والانضمام إليها ضمن حدود القانون» أما الباب الثاني فجاء بعنوان «الملك وحقوقه» ولم يقل «الملك صلاحياته وواجباته» وأعطى للملك مهام وحقوق وصلاحيات استثنائية وواسعة. ومنها على سبيل المثال وبشكل موجز:
- سيادة المملكة العراقية الدستورية للأمة.. وهي وديعة الشعب للملك فيصل ثم لورثته من بعده.
- «الملك مصون غير مسؤول»
- يفتتح مجلس الأمة ويعطله ويفضه
- حل مجلس النواب
- إجراء الانتخاب العام لمجلس النوراء
- يختار رئيس الوزراء وله كذلك حق إقالته
- يعين أعضاء مجلس الأعيان ويقبل استقالتهم
- يعين الوزراء بناءً على ترشيح رئيس الوزراء ويقبل استقالته
- يعقد المعاهدات إلا أنه لا يصادق عليها إلا بعد موافقة مجلس الأمة. ومع هذا كان الملك يشرف ويشارك في إبرام هذه المعاهدات ويوافق عليها قبل عرضها على مجلس الأمة، وحتى لو حصل ذلك فكان الأمر يجري بشكل شكلي أو ضمن اجتماع مغلق للمجلس.
- عقد معاهدات الصلح بعد موافقة مجلس الأمة
- إعلان الحرب بعد موافقة مجلس الوزراء.
- إعلان الأحكام العرفية أو حالة طوارئ
- القائد العام للقوات المسلحة
- رفض أو تصديق بعض أحكام الإعدام في حالات الاستئناف أو الالتماس.

وعالج الباب الثالث من الدستور السلطة التشريعية، وتتكون من مجلس الأمة الذي يتألف بدوره من مجلسين النواب والأعيان. ويتألف مجلس النواب بالانتخاب على درجتين بنسبة نائب واحد عن كل عشرين ألف نسمة من الذكور. وهذا يعني أن حق التصويت للنساء كان معدوماً. أما مجلس الأعيان فيعين أعضاؤه من قبل الملك. وللسلطة التشريعية حق وضع القوانين وتعديلها وإلغائها.
أما السلطة التنفيذية، فقد كانت في حالة نقيض مع السلطة التشريعية في مجريات التطبيق. فقد جاء في المادة 65 من الدستور«مجلس الوزراء هو القائم بإدارة شؤون الدولة». ومع ذلك فقد أُخضعت الوزارة لهيمنة الملك بصورة دستورية. أما المادة 66 من الدستور فقد أكدت على «مسؤولية الوزارة بالتضامن أمام المجلس النيابي» إلا أن الأمر هنا كان يتسم بالشكلية. فقما من وزارة سقطت في العهد الملكي نتيجة سحب الثقة منها من قبل مجلس النواب. كما أن طوال العهد الملكي حصلت 16 دورة انتخابية من 16 يوليو، 1925 حتى 10 مارس، 1958 والتي أغلبها لم تكمل دورتها الانتخابية الدستورية. ورافق ذلك أن كل وزارة تأتي إلى الحكم تقدم على حل المجلس النيابي وتأتي ببديل له. إلى جانب أن، أغلب الوزارات كانت تؤلف وتستقيل بناء على رغبة الملك لا البرلمان. ولم تكن الوزارة تمثل الحزب الذي حاز على أغلبية الأصوات في الانتخابات العامة.

### دستور 1958

#### ظروف تشكيل الدستور المؤقت عام 1958
في صبيحة 14 تموز عام 1958، تم القضاء على النظام الملكي الذي حكم العراق منذ عام 1921، وحصلت منذ ساعاتها الأولى على تأييد شعبي واسع وقوبلت لترحيب كبير من الأغلبية الساحقة من أبناء الشعب العراقي عرباً وأكراداً وباقي أطيافه الأثنية الأخرى، وساندها معظم الأحزاب السياسية العراقية الوطنية، التي وجدت جهودها قبل الثورة ضد النظام الملكي مثل جبهة الاتحاد الوطني عام 1957 واضطلعت بعد الثورة بمهمة أعداد الجو السياسي لها وتهيئة الرأي العام لتأييدها وكانت أبرز أهدافها تتمثل بتصحيح أخطاء النظام السابق وأصلاح الأوضاع السياسية والاجتماعية وإطلاق الحريات السياسية والدستورية. وكانت جموع الشعب العراقي تنتظر من النظام الجمهوري، أن تحول البلاد من الحكم الملكي إلى حكم وطني قائم على أسس ديمقراطية سليمة منظمة بالدستور ومجسدة لسيادة الشعب العراقي. وهذا ما أوحى إليه البيان الأول الصادر في 14 تموز، 1958، عندما أقر بأن «الجيش... قد ازال الطبقة الباغية التي اشتهرت بحقوق الشعب.. وأنه سيعمل من أجل الشعب وأن الحكم يجب أن يعهد إلى حكومة تنبثق من الشعب وتعمل بوحي منه عن طريق قيام جمهورية شعبية تتمسك بالوحدة العراقية الكاملة». وعلى الرغم من أن البيان لم يشير إلى إقامة نظام برلماني وأية مؤسسة دستورية منتخبة إلا أنه أعلن عن تشكيل مجلس سيادة يمارس صلاحيات رئيس الدولة بشكل مؤقت لحين انتخاب رئيس الجمهورية، وأعلن البيان الثاني في مساء اليوم نفسه عن تشكيل المجلس المذكور مكوناً من ثلاثة أعضاء كما أعلن البيان المذكور تشكيل حكومة برئاسة عبد الكريم قاسم، وقرر النظام الجمهوري في بيان له إتخاذه دستوراً مؤقتاً من أجل أن يوضح فيه أسس الحكم الجديد إلى أن يتم تشريع الدستور الدائم عن طريق استفتاء يعرب فيه الشعب بحرية تامة عن رأيه بأسلوب الحكم الديمقراطي الذي يختاره لنفسه. وبدأت عملية وضع مسودة عام 1958 عندما أتصل في 20 تموز، 1958، عضوان من مجلس الوزراء وهما محمد صديق شنشل، وزير الإرشاد ومحمد حديد، وزير المالية، بأحد القانونيين البارزين وهو حسين جميل وكلف بوضع مسودة دستور مؤقت بشكل يلائم تطلبات الحكم خلال مدة انتقالية ولحين وضع دستور دائم، وبين له النقاط الواجب مراعاتها في هذا العمل وفي النص على أن العراق جزء من الأمة العربية، وعلى أن العرب والأكراد شركاء في هذا البلد، واعتمد في عمله على الدستور المصري المؤقت للجمهورية العربية المتحدة لعام 1958، فضلاً عن الدستوريين المصريين الصادرين بعد ثورة يوليو عام 1952، وهما دستور عام 1953 ودستور عام 1956، وهكذا أنتهت عملية وضع مسودة الدستور وبعد يومين ثم اقرها السيد محمد صديق شنشل وأخذها إلى مجلس الوزراء الذي بدوره ناقش المسودة بسرعة ووافق عليها بعد أن ضاف إليها مادتين أولهما الإسلام دين دولة، وثانيها أن القوات المسلحة في الجمهورية العراقية ملك الشعب ومهمتها حماية سيادة البلاد وسلامة أراضيها، وفي 27 تموز، 1958، أعلن رئيس الوزراء أصدار الدستور المؤقت للجمهورية العراقية الأولى.

#### الأفكار السياسية الواردة في دستور 1958
أحتوى دستور عام 1958 المؤقت على مقدمة وثلاثين مادة موزعة على أربعة أبواب وعلى النحو التالي، الباب الأول: الجمهورية العراقية، والباب الثاني: مصدر السلطات والحقوق والواجبات، والباب الثالث: نظم الحكم، والباب الرابع: أحكام انتقالية، وتضمن دستور 1958 مواداً جديدة لم تكن موجودة في القانون الأساسي لعام 1925، وهذه المواد كانت تمثل الأفكار الجديدة للجمهورية العراقية، ومنها تبني النظام الجمهوري، ومبدأ سيادة الشعب، ومبدأ استقلال القضاء.

### دستور 1963 المؤقت
هو دستور مدون ذو صفه مؤقتة ومرنة وخاصية إجمالية، وأعد هذا الدستور في يوم 29 نيسان، 1964، من قبل لجنة حكومية برئاسة رئيس الجمهورية وعضوية عدد من الوزراء، وجاءت أكثر نصوصه محاكية أو مطابقة لنصوص الدستور المصري لعام 1964. ويتألف الدستور المؤقت من مقدمة و106 مادة موزعة على ستة أبواب تحت عناوين:
- الباب الأول الدولة (1-3)
- الباب الثاني المقومات الأساسية (4-17)
- الباب الثالث الحقوق والواجبات (18-39)
- الباب الرابع نظام الحكم (40-93)
- الباب الخامس أحكام عامة (94-97)
- الباب السادس أحكام إنتقالية (98-106)

اعتمدت دستور 1964 المؤقت على أسلوب فصل السلطات الثلاثة، وقسم الباب الرابع تحت عنوان نظام الحكم إلى أربعة فصول توضح عمل السلطات الثلاثة.
- الفصل الأول: ضمن عنوان رئيس الجمهورية
- الفصل الثاني: السلطة التشريعية
- الفصل الثالث: الحكومة
- الفصل الرابع: السلطة القضائية

وعدل هذا الدستور مرتين، التعديل الأول جاء في أقل من سنة على إقرار الدستور المؤقت شهر كانون الأول 1964، والثاني في 9 أيلول عام 1965. كان التعديل الأول حول قانون مجلس الشورى، والثاني حول الانتقاص من صلاحيات رئيس الجمهورية من قبل المجلس الوطني لقيادة الثورة.

### دستور 1968 المؤقت
صدر هذا الدستور المؤقت لعام 1968 في 21 أيلول، 1968 ويتكون من مقدمة وخمس وتسعين مادة على خمسة أبواب:
الباب الأول: الدولة (1-6)
الباب الثاني: المقومات الأساسية للمجتمع (7-19)
الباب الثالث: الحقوق والواجبات العامة (20-40)
الباب الرابع: عبارة عن فصول (41-87)
الباب الخامس: أحكام متفرقة (88-95)
وتضمن الدستور حقوق الإنسان من (7-40)، وخصصت المادتان (8-9) للأسرة باعتبارها أساس المجتمع وعلى الدولة أن تكفل دعم الأسرة وحماية الطفولة، ونصت المادة 16 على صون الأموال العامة وواجب حمايتها، وفي المادة 21، العراقيون متساوون في الحقوق والواجبات.

### دستور 1970 المؤقت
هو الدستور الثاني للمرحلة الثالثة من العصر الجمهوري، صدر هذا الدستور في عام 1970 بموجب قرار مجلس قيادة الثورة المرقم 792 بجلسته المنعقدة بتاريخ 16 تموز، 1970، والمتكونة من نائب رئيس مجلس قيادة الثورة وعضوية كل من، رئيس ديوان رئاسة الجمهورية، ورئيس الدائرة القانونية في مجلس قيادة الثورة، وأربعة أساتذة من كلية القانون والسياسة في جامعة بغداد، ويعتبر من أطول الدساتير عمراً في العراق، إذ بلغ عمره 33 سنة. ويتألف من 67 مادة موزعة على خمسة أبواب عناوينها:
- الباب الأول: جمهورية العراق
- الباب الثاني: الاسس الاجتماعية والاقتصادية لجمهورية العراق
- الباب الثالث: الحقوق والواجبات
- الباب الرابع: مؤسسات جمهورية العراق
- الباب الخامس: أحكام العامة

وعُدل هذا الدستور 24 مرة وفي أخر تعديل تم إضافة أربع مواد للدستور.

### قانون إدارة المرحلة الانتقالية
في 15 تشرين الثاني، 2003، أعلن عن اتفاق بين مجلس الحكم وسلطة الائتلاف المؤقتة على وضع قانون إدارة الدولة العراقية والذي تألف من ديباجة و62 مادة توزعت على تسعة أبواب:
- الباب الأول: المبادئ الأساسية
- الباب الثاني: الحقوق الأساسية
- الباب الثالث: الحكومة العراقية الانتقالية
- الباب الرابع: السلطة التشريعية الانتقالية
- الباب الخامس: السلطة التنفيذية
- الباب السادس: السلطة القضائية
- الباب السابع: المحكمة المختصة والهيئات الوطنية
- الباب الثامن: الأقاليم والمحافظات والهيئات المحلية
- الباب التاسع: المرحلة ما بعد الانتقالية

وعُدل القانون وأضيف ملحق من ثلاثة أقسام تضمن:
- تشكيل الحكومة العراقية المؤقتة
- مؤسسات الحكومة العراقية وصلاحياتها
- المجلس الوطني المؤقت

## الحقوق والحريات
خصص دستور العراق لسنة 2005 الباب الثاني منه لتفصيل الحقوق والحريا، وقُسِمَ الباب إلى فصلين تناول الفصل الأول منه الحقوق وقسمها إلى حقوق مدنية وسياسية، وحقوق اقتصادية واجتماعية وثقافية، وأما الفصل الثاني فتضمن الحريات.

### الحقوق المدنية والسياسية
تؤكد المادة 14 على "المساواة أمام القانون دون تمييز بسبب الجنس أو العرق أو القومية أو الأصل أو اللون أو الدين أو المذهب أو المعتقد أو الرأي أو الوضع الاقتصادي أو الاجتماعي. وتؤكد المادة 15 على "حق الفرد في الحياة والأمن والحرية" وتؤكد المادة 16 على أن "تكافؤ الفرص حق مكفول لجميع العراقيين، وتكفل الدولة اتخاذ الإجراءات اللازمة لتحقيق ذلك، وتخلو هذه المادة من الضوابط التي تمنع تكافؤ الفرس خصوصاً بالنسبة للمرأة وأبناء الاقليات، وتؤكد المادة 17 على أن لكل فرد الحق في الخصوصية الشخصية بما لا يتنافى مع حقوق الآخرين، والآداب العامة، وآن حرمة المساكن مصونة، ولا يجوز دخولها أو تفتيشها أو التعرض لها إلا بقرار قضائي ووفقاً للقانون. ورسمت المادة 17 الخصوصية الشخصية بما لا يتنافى مع الآداب العامة والحقيقة أن مفهوم الآداب العامة نسبي يختلف باختلاف المجتمعات وثقافتها واختلاف المراحل التاريخية التي تمر بها، فما يعتبر مُخلاً للأداب العامة في مجتمع ما لا يعتبر كذلك في مجتمع آخر، ويجب توضيح هذا المفهوم بشكل واضح بموجب قانون تصدره السلطة التشريعية، وتؤكد المادة 18 الفقرة أولاً على أن "الجنسية العراقية حق لكل عراقي، وهي أساس مواطنته، وتعد الفقرة ثانياً من هذه المادة، عراقياً كل من ولد لأب عراقي أو لأم عراقية. مبموجب هذا النص أخذ المشرع الدستوري بحق الدم المنحدر من الأم في ثبوت الجنسية العراقية الأصلية، ويعد ذلك تطوراً ملحوظاً في هذا المجال على مستوى التشريعات الدولية والعربية، وأن المساواة بين الرجل والمرأة في نقل الجنسية إلى الأبناء هو تأكيد لمبدأ المساواة أمام القانون، الذي كرسته المادة 14 من الدستور العراقي النافذ التي نصت على أن "العراقيون متساوون أمام القانون دون تمييز بسبب الجنس أو العرق أو القومية أو الأصل أو اللون أو الدين أو المذهب أو المعتقد أو الرأي أو الوضع الاقتصادي أو الاجتماعي"، وتمنع الفقرة ثالثاً من المادة 18 اسقاط الجنسية العراقية عن العراقي بالولادة لأي سبب، وتعطي لمن أسقطت عنه الحق في طلب استعادتها، كما أباحت، الفقرة رابعاً من نفس المادة، تعدد الجنسية للعراقي، مع تقييد هذا المبدأ بضرورة أن يتخلى من يشغل منصباً سياسياً أو أمنياً رفيعاً عن أية جنسية أخرى مكتسبة. وجاءت المادة 19 لتؤك عدة مبادئ دستورية غاية في الأهمية ومنها: مبدأ استقلال القضاء وأن لا سلطان عليه لغير القانون، ومبدأ لا جريمة ولا عقوبة إلا بنص، ومبدأ حق التقاضي وهو حق مصون ومكفول للجميع، ومبدأ حق الدفاع وعده حق مقدس مكفول في جميع مراحل التحقيق والمحاكمة، ومبدأ المتهم بريء حتى تثبت إدانته في محاكمة قانونية عادلة، ومبدأ حق المعاملة العادلة في الإجراءات القضائية والإدارية، ومبدأ علنية جلسات المحاكمة، ومبدأ شخصية العقوبة، ومبدأ عدم جواز رجعية القوانين، ومبدأ عدم سريان القانون الجزائي بأثر رجعي إلا إذا كان أصلح للمتهم، وألزام المحكمة انتداب محامي للدفاع عن المتهم بجناية أو جنحة لمن ليس له محام يدافع عنه، على أن تتحمل الدولة اتعابه. وحظرت الفقرة الثانية عشر الحجز بشكل مطلق مما يخل بقواعد العدالة. وتنص الفقرة الثالثة عشر على أن "تُعرض أوراق التحقيق الابتدائي على القاضي المختص خلال مدة لا تتجاوز أربعاً وعشرين ساعة من حين القبض على المتهم، ولا يجوز تمديدها إلا مرة واحدة وللمدة ذاتها"، وتؤكد المادة 20 من الدستور على حق المواطنين رجالاً ونساء في المشاركة في الشؤون العامة، والتمتع بالحقوق السياسية بما فيها حق التصويت والانتخاب والترشيح. وتحظر المادة 21 أولاً تسليم العراقي إلى الجهات والسلطات الأجنبية، وتشير الفقرة ثانياً من نفس المادة إلى أن حق اللجوء السياسي إلى العراق ينظم بقانون، ومنعت تسليم اللاجيء السياسي إلى جهة أجنبية أو اعادته قسراً إلى البلد الذي فر منه. أما الفقرة ثالثاً " لا يمنع حق اللجوء السياسي إلى المتهم بارتكاب جرائم دولية أو أرهابية، أو كل من ألحق ضرراً بالعراق"، وعليه يجب تعديل قانون اللاجئين رقم 51 لسنة 1971، وإضافة شرط خامس يتضمن أن لا يكون اللاجء متهماً بارتكاب جرائم دولية أو أرهابية، والشرط السادس أن لا يكون ممن ألحقوا ضرراً بالعراق، لينسجم مع دستور جمهورية العراق لسنة 2005.

### الحقوق الاقتصادية والاجتماعية والثقافية
تضمن المادة 22 للعراقيين الحق في العمل وفي حياة كريمة، وتؤكد على أن ينظم قانون خاص العلاقة بين العمال وأصحاب العمل على أسس اقتصادية مع مراعاة قواعد العدالة الاجتماعية، وقانون تكفل بموجبه الدولة حق تأسيس النقابات والاتحادات المهنية أو الانضمام إليها. وتؤكد المادة 23 في فقرتها الأولها على أن "الملكية الخاصة مصونة"، وتمنع في فقرتها الثانية نزع الملكية إلا لاغراض المنعة العامة ومقابل تعويض عادل، وتنص فقرتها الثالثة على أن "أ- للعراقي الحق في التملك في أي مكان في العراق، ولا يجوز لغيره تملك غير المنقول، إلا ما استثني بقانون". ب- يحظر التملك لأغراض التغيير السكاني". وهناك يوجد تناقض كبير بين الفقرتين، فقد نسخت الفقرة ب ما ورد في الفقرة أ وأفقدتها قيمتها الثانونية. إذ أن التطبيق العملي للفقرة ب قد يحرم المواطن من سكنة بغداد من شراء عقار في أربيل، أو العكس بحجة التغيير السكاني المبني على أسس عرقية وطائفية، وهذا قد يعمل على تكريس العرقية والطائفية. وتؤكد المادة 24 على أن "تكفل الدولة حرية الانتقال للأيدي العاملة والبضائع ورؤوس الأموال العراقية بين الاقاليم والمحافظات" وتنص المادة 25 على أن" تكفل الدولة اصلاح الاقتصاد العراقي وفق أسس اقتصادية حديثة وبما يضمن استثمار كامل موارده، وتنويع مصادرهن وتشجيع القطاع الخاص وتنميته"، والمادة 26 على أن "تكفل الدولة تشجيع الاستثمارات في القطاعات المختلفة، وينظم ذلك بقانون". وتؤكد المادة 27 على أن "للأموال العامة حرمة وحمايتها واجب على كل مواطن. وتنظم بقانون الأحكام الخاصة بحفظ أملاك الدولة وإدارتها وشروط التصرف فيها". وتنص المادة 28 على أن" أولاً- لا تفرض الضرائب والرسوم، ولا تعدل، ولا تجبى، ولا يعفى منها، إلا بقانون. ثانياً - يعفى أصحاب الدخول المنخفضة من الضرائب، بما يكفل عدم المساس بالحد الأدنى اللازم للمعيشة، وينظم ذلك بقانون". أما من ناحية الحقوق الاجتماعية فقد اعتبر الدستور في مادته 39 أولاً/أ الأسرة أساس المجتمع، وكلف الدولة بالمحافظة على كيانها وقيمها الدينية والأخلاقية والوطنية. وتكفل الدولة حماية الأمومة والطفولة والشيخوخة، وترعى النشئ والشباب، وتوفر لهم الظروف المناسبة لتنمية ملكاتهم وقدراتهم. وتكرس المادة 29 في الفقرة الثانية حق الأبناء على الأباء في الطفولة، وحق الأباء على ابنائهم في الشيخوخة، وتحظر الاستغلال الاقتصادي للأطفال بكافة صورة. وتمنع كل أشكال العنف والتعسف في الأسرة والمدرسة والمجتمع. وأكدت المادة 30 على كفالة الدولة للفرد والأسرة الضمان الاجتماعي والصحي والمقومات الأساسية للعيش في حياة حرة كريمة، تؤمن لهم الدخل المناسب، والسكن الملائم. وشمول الضمان لحالات الشيخوخة أو المرض أو العجز عن العمل أو التشرد أو اليتم أو البطالة، والعمل على وقاية المواطنين من الجهل والخوف والفاقة، وتوفير السكن لهم والمناهج الخاصة لتأهيلهم والعناية بهم، وأوعز بأن يشرع قانون خاص بتنظيم ذلك. وتنص المادة 31 على "حق كل عراقي في الرعاية الصحية، وعلى كفالة الدولة لوسائل الوقاية والعلاج بإنشاء مختلف أنواع المستشفيات والمؤسسات الصحية". وتؤكد المادة 32 ع لى أن ترعى الدولة المعاقين وذوي الاحتياجات الخاصة، وتكفل تأهيلهم بغية دمجهم في المجتمع، على أن يتم ذلك بقانون. والمادة 33 تؤكد على حق الفرد في العيش في ظروف بيئية سليمة، وأن تكفل الدولة حماية البيئة والتنوع الإحيائي. وتؤكد المادة 34 على أهمية التعليم ومكافحة الأمية لدى المواطن كونه حق تكفله الدولة، ونصت على مجانيته في مختلف المراحل، كما أكدت المواد 35 و36 على رعاية الدولة وتشجيعها للثقافة ومؤسساتها والرياضة وأنشطتها

### الحريات
نصت المادة 37 في الفصل الخاص بالحريات على أن "حرية الإنسان وكرامته مصونة. وعدم جواز توقيف أحد أو التحقيق معه إلا بموجب قرار قضائي، وتحرم جميع أنواع التعذيب النفسي والجسدي والمعاملة غير الإنسانية، وعدم الأخذ بالاعتراف تحت الإكراه وللمتضرر المطالبة بالتعويض، وتكفل الدولة حماية الفرد من الإكراه الفكري والسياسي والديني، وتحرم العمل القسري (السخرة)، والعبودية والإتجار بالبشر والجنس." ويلاحظ أن المادة أشارت إلى تجارة العبيد، وهذه المُشكلة لا وجود لها في العراق، والأرجح أنها نقلت من الدستور الأمريكي. وتؤكد المادة 38 على أن "تكفل الدولة، بما لا يخل بالنظام العام والآداب، حرية التعبير عن الرأي بكل الوسائل، وحرية الصحافة والطباعة والإعلان والإعلام والنشر، وحرية الاجتماع والتظاهر السلمي." وتنص المادة 39 على أن "حرية تأسيس الجمعيات والأحزاب السياسية أو الانضمام إليها مكفولة وينظم ذلك بقانون، وعدم جواز إجبار أحد على الانضمام أو الاستمرار في عضوية أي حزب أو جمعية أو جهة سياسية." وتؤكد المادة 40 على "كفالة حرية الاتصالات وعدم جواز مراقبتها أو التنصت عليها أو الكشف عليها إلا لضرورة قانونية وأمنية وبقرار قضائي.ونصت المادة 41 المتعلقة بالأحوال الشخصية على أن "العراقيون أحرار في الالتزام بأحوالهم الشخصية، حسب دياناتهم أو مذاهبهم أو معتقداتهم أو اختياراتهم، وينظم ذلك بقانون" وأثارت هذه المادة العديد من الانتقادات والمطالبة بإلغائها، فمسائل الأحوال الشخصية التي نُظمت من قبل قانون الأحوال الشخصية رقم 188 لسنة 1959، سوف تنظم بموجب هذه المادة حسب دين ومعتقد ومذهب الأفراد وبشكل يختلف من فرد لآخر تبعاً لمعيار انتماءات ذلك الفرد الدينية والمذهبية بخلاف ما هو عليه الوضع في ظل قانون الأحوال الشخصية رقم 188 لسنة 1959 الذي يوحد جميع الأفراد في أحوالهم الشخصية لتنطبق عليهم أحكام موحدة مستمدة من مصادر متعددة. وفي حالة تطبيق المادة الدستورية نكون أمام قوانين متعددة للأحوال الشخصية وليس أمام قانون واحد وربما يتعدى الأمر إلى أبعد من ذلك فنكون أمام محاكم متعددة للأحوال الشخصية تبعاً للدين والمذهب والمعتقد وذلك ربما يؤدي إلى حصول تعقيدات قانونية وضياع للحقوق، ومن الصعب إيجاد كادر قضائي مُلم بكل هذه التفرعات. وأن ذكر التنظيم بقانون في نهاية المادة يعني لاحقاً إلغاء قانون الأحوال الشخصية رقم 188 لسنة 1959 والذي أقر أغلب الفقهاء بتطوره، وستخلق محاكم شرعية ومحاكم استئناف مذهبية ستكون عبئاً على الجهاز الإداري وعلى ميزانية الدولة. وتؤكد المادة 42 على ان لكل فرد حرية الفكر والضمير والعقيدة. وتؤكد المادة 43 على حرية الجماعات في ممارسة الشعائر الدينية، بما فيها الشعائر الحسينية. وتكفل الدولة حرية العبادة وحماية أماكنها. وتؤكد المادة 44 على حق العراقي في التنقل والسفر والسكن داخل العراق وخارجه، وعدم جواز نفيه أو إبعاده أو حرمانه من العودة إلى الوطن. وتنص المادة 45 على حرص الدولة على تعزيز دور مؤسسات المجتمع المدني ودعمها وتطويرها واستقلاليتها، والنهوض بالقبائل والعشائر العراقية بما ينسجم مع الدين والقانون ومنع الأعراف العشائرية التي تتنافى مع حقوق الإنسان. وتنص المادة 46 على أن "لا يكون تقييد ممارسة أي من الحقوق والحريات الواردة في هذا الدستور أو تحديدها إلا بقانون أو بناء عليه، على أن لا يمس ذلك التحديد والتقييد جوهر الحق أو الحرية"، وبموجب هذه النص الدستوري يكون من حق السلطة التنفيذية الحق في تقييد ممارسة أي من الحقوق والحريات الواردة في الدستور، وذلك خروج على المبدأ العام الذي لا يقر سوى للسلطة التشريعية الحق في ذلك باعتبارها تمثل الإرادة العامة للشعب.

## الصلاحيات البرلمانية في دستور 2005
نصت المادة 61 من الدستور العراقي، جملة من الصلاحيات يمكن تصنيفها في النقاط الآتية:
- صلاحية أقتراح وتشريع القوانين
- صلاحية ممارسة مراقبة أداء السلطة التنفيذية
- انتخابات رئيس الجمهورية
- التصديق على المعاهدات
- تعيين رئيس وأعضاء محكمة التمييز ورئيس الأدعاء العام وكبار رجال القضاء وتعيين السفراء وأصحاب الدرجات الخاصة ورئيس أركان الجيش ومن هم بمنصب قائد فرقة ورئيس جهاز المخابرات
- مسألة وإعفاء رئيس الجمهورية بعد إدانته بجريمة مخلة بالشرف
- المسألة الوزارية لرئيس الوزراء وأعضاءه
- سحب الثقة من أحد الوزراء
- سحب الثقة من رئيس مجلس الوزراء باقتراح رئيس الجمهورية
- الموافقة على إعلان الحرب وحالة الطوارئ باقتراح رئيس الجمهورية ورئيس الوزراء
- إقرار الموازنة العامة

## العقبات التي واجهت الدستور
فلقد طالب بعض الزعماء السياسيين والدينيين الشيعة العراقيين باختيار الأشخاص الذين يكتبون الدستور عبر إجراء انتخابات على مستوى الوطن بأكمله عقبة معقدة جديدة أمام إدارة الرئيس الاميركي جورج بوش واخذت تهدد باطالة الاحتلال الذي تقوده الولايات المتحدة للعراق..ويرى هؤلاء ان الشيعة الذين يشكلون نسبة 60% من عدد سكان العراق ستضمن لهم الانتخابات، أغلبية واضحة بين الأشخاص الذين سيكتبون الدستور وهذا سيمكنهم من فرض الصيغة التي يفضلونها بما يخص عدد من المسائل الخلافية بضمنها دور الدين في الحكم.لكن زعماء السنة من العرب والأكراد يعارضون هذا الأسلوب خوفا من ان يستغرق تنفيذ ذلك ما لا يقل عن عامين وينجم عنه حصول الشيعة المتطرفين على الأغلبية في مجلس اعداد الدستور. وظلت الإدارة الأميركية، التي ترى ان وضع دستور جديد هو شرط مسبق لانهاء الاحتلال، تحاول اقناع الشيعة للقبول بحل وسط
وتكونت اللجنة من :
- ثمانية وعشرون عضوا من قائمة الائتلاف العراقي الموحد.
- وخمسة عشر عضوا من التحالف الكردستاني بزعامة جلال الطالباني ومسعود البارزاني.
- وثمانية أعضاء يمثلون القائمة العراقية الموحدة بزعامة إياد علاوي.
- وأربعة أعضاء يمثلون التركمان والآشوريين والمسيحيين واليزيديين.

ولم يكن في اللجنة من العرب السنة سوى عضوين فقط ضمن القائمة العراقية، وقد اثار ضعف تمثيل العرب السنة على هذا النحو سخطا وقلقا متزايدين ليس فقط في المحافظات ذات الأغلبية العربية السنية ولكن أيضا لدى دول الجوار لاسيما في السعودية وتركيا ومصر، وعند الأمم المتحدة، وامتد هذا القلق ليتردد صداه داخل الإدارة الأميركية نفسها بدءا من الرئيس جورج بوش الذي دعا إلى زيادة تمثل العرب السنة ووزيرة الخارجية كونداليزا رايس التي زارت العراق خصيصا لهذا الغرض، مرورا بالعديد من مراكز الدراسات الأميركية القريبة من صناعة القرار في البيت الأبيض، التي أكثرت من تحذيراتها وربطت في أغلب دراساتها بين زيادة الفوضى الأمنية واستمرار استبعاد العرب السنة من العملية السياسية

## العملية الدستورية
بدأت العملية الدستورية في عراق مابعد النزاع بمبادرة من سلطة التحالف المؤقتة التي ترأسها السفير بول بريمر في أغسطس،(آب)2003)، بعد تشكيل مجلس الحكم العراقي في يوليو (تموز).
عيَّن مجلس الحكم العراقي لجنة دستورية تحضيرية مؤلفة من 25 عضواً: 12 من الشيعة العرب، 5 من السنة العرب، 5 من السنة الأكراد
تركماني واحد وآشوري (مسيحي)واحد، بينهم ثلاث نساء فقط (واحدة تركمانية واثنتان شيعيتان).وآلفت اللجنة التحضيرية بأن تبد أ مشاورات عامة مع قادة المجتمع والرأي وغيرهم.وأدت المشاورات إلى استقطاب البلاد إلى قوى متصارعة حول أسس اختياركتابة مسودة الدستور أكثر من التركيز على مبادئ الدستور المقبل
صياغة مسودة الدستور الدائم 
اجريت الانتخابات العامة في 31 يناير (آانون الثاني) 2005 لإضفاء الشرعية على العملية الدستورية مثلما نص عليها قانون الإدارة الانتقالي. وبالرغم من استشراء العنف، فإن 58 % من الناخبين المسجلين قاموا بالتصويت. وآانت نسبة المشارآة عالية في المناطق تقدر نسبة النساء المقترعات)(% 67 % على التوالي) ولكن نسبة المشارآة في المناطق السنية آانت أقل (19 ,% الشيعية والكردية (88بنحو 80 % من المصوتين.أسفرت الانتخابات عن بروز آتلتين قويتين: التحالف الكردي (27 % من الاصوات و 75 مقعدا) والائتلاف العراقي الموحد (48 % من الأصوات و 140 مقعدا) وقائمة الوسط العراقي لرئيس الوزراء الأسبق أياد علاوي والتي حصلت على 13 % من الأصوات و 40 مقعد اً من جملة 275 مقعد. أما التكوينات السياسية الممثلة للأقليات الدينية والإثنية فقد كانت مهمشة
فاقمت العملية الدستورية من الخلافات بين المجموعات والطوائف المختلفة حول إعادة توزيع السلطة السياسية والموارد الاقتصادية.وانقسم واضعو الدستور على أسس مذهبية ودينية وأثنية وانقسموا أيضا من حيث انحدارهم الايديولجي والثقافي ناهيك عن الشكوك المتبادلة.
المنظور الشيعي
ترآز اهتمام الائتلاف العراقي الموحد، الذي تهيمن عليه القوى الإسلامية، على مبدأ حكم الأغلبية البسيطة (ضد المشاركة الموسعة على أساس مبدأ التوافقية) وأسلمة السياسة والمجتمع، وإرساء قانون محافظ للاحوال الشخصية وفرض قواعد اخلاقية صارمة. وآان الائتلاف على استعداد للوصول إلى حلول وسط مع الأآراد حول الفيدرالية في ظل حدود معينة لتفادي حل الجمعية التأسيسية، ولكن الائتلاف لم يكن مستعداً لقبول توسيع المشارآة الشاملة بلا حدود. آان آبار علماء الدين الشيعة، آية الله العظمى السيد علي السيستاني ومحمود اليعقوبي يقفان مع الدستور، ولكن مقتدى الصدر ابقى على معارضته للدستور غير معلنة حتى اللحظة الاخيرة، بينما جواد خالصي من الكاظمية، دعا إلى التصويت ضد الدستور
المنظور السني
رغم تنوع القوى السنية، فقد آانت موحدة في معارضتها لاجتثاث البعث واللامرآزية وتوزيع الموارد، والفيدرالية (غيرالإثنية). افتقد هذ ا التكتل-على خلاف الائتلاف العراقي الموحد والتحالف الكردي- لقيادة موحدة وانقسم بين جماعات اسلامية معتدلة وجناح بعثي اصولي.وكان الأول أكثرميلاً لانتزاع أكبر قدر من التنازلات لتعديل مسودة الدستور أما الثاني فكان يريد تأخير العملية بلا نهاية وأيدت معظم الجماعات السنية فكرة تطبيق الشريعة، وقانون محافظ للأحوال الشخصية. لكن كلا الجناحين كانا يريدان أن ينهيا تهميشهم السياسي واعلنا انهما سوف يشاركان في الانتخابات المقبلة

## نقاط الخلل والإجحاف في مسودة الدستور العراقي
اولا: في المادة (3) _ والشعب العراقي فيه جزء من الأمة العربية _ وهذه محاولة لمسح هوية العراق العربية. والصحيح (هو جزء من العالم الإسلامي والعربي).
ثانيا : الإخوة الأكراد يشكلون 15% من نسبة الشعب العراقي ولكننا نرى أن اللغة الكردية أصبحت لغة رسمية مثل اللغة العربية. ففي المادة 45 ثانياً في الفقرة هـ أصبحت اللغة الكردية مثل اللغة العربية حيث ذكر (يحتمها مبدأ المساواة).
ثالثا: في الفقرة رابعاً اللغة التركمانية وغيرها من اللغات تعتبر رسمية في الوحدات الإدارية التي يشكلون فيها (التركمان) كثافة سكانية. هنا من يفسر الكثافة السكانية؟
رابعا : المادة 7 أولاً وضعت أهل السنة في قفص الاتهام (الإرهاب) ولا أعتقد أن أحداً منهم سوف ينجو من هذه التهمة في المستقبل
خامسا : بدلاً من حظر الميليشيات بجميع أنواعها. حظر تكوين الميليشيات والذي فُهم من المادة 9 فقرة ب هو بقاء المليشيات القديمة (البيشمركة وبدر).
سادسا : المادة 18 العراقي هو كل ولد من أب عراقي أو أم عراقية ولا يوجد قانون في كثير من دول العالم يجيز مثل هذه
الشيء
سابعا : في المادة 23 ثالثاً - ب - يحظر التملك لأغراض التغيير السكاني، هذه المادة تمنع الأفراد من التملك لأغراض التغيير السكاني ولم تمنع السلطات من إعطاء المجال لاستملاك آلاف الدور لصالح الأكراد والشيعة
ثامنا : مرة واحدة فقط ذكر الحفاظ على وحدة العراق وهذه المهمة أعطيت للسلطة الاتحادية؟
تاسعا : في توزيع النفط والغاز تذكر المادة 110 أولاً (من الحقول الحالية) فإن كلمة الحالية تعني عدم المحاصصة في الحقول الجديدة المستخرجة
عاشرا : منح الدستور صلاحيات واسعة للأقاليم وفتح فرص تشكيل أقاليم جديدة وفي التطبيقات أعطي للإقليم حق مخالفة الدستور
الحادي عشر : الشرطة والأمن وحرس الإقليم من اختصاص الأقاليم وهذا خطر ويؤدي إلى الامركزية سلطوية غير محدودة
الثاني عشر : عدم إعطاء المرونة في تغيير بعض مواد هذا الدستور لاحقاً.
الثالث عشر : في المادة 122 أصبح التركمان بمرتبة الكلدان والآشوريين بالرغم من كون التركمان القومية الأساسية الثالثة في العراق
الرابع عشر : سوف تصرف من ميزانية الدولة أموال طائلة للذين تضرروا سياسياً في زمن النظام البائد والمستفيد الوحيد هم الأكراد والشيعة.
الخامس عشر : في المادتين 136 و138 تمهيد الطريق لتكريد كركوك ومن ثم ضمها إلى كردستان ولكون كركوك غنية بالنفط سوف يكون لإقليم كردستان مقوم اقتصادي مما يؤدي إلى الانفصال في المستقبل وتشكيل دولة بعد ضم الموصل، التي ارتفع علم كردستان فوق مدينة تلعفر المرتبطة بها

## التعديلات الدستورية
في 28 أكتوبر، 2019 الموافق يوم الأثنين، صوت مجلس النواب العراقي، في جلسته العاشرة، برئاسة محمد الحلبوسي، وبحضور 222 نائباً، على تشكيل لجنة لتعديل الدستور. وعقدت أول جلسة برئاسة رئيس مجلس النواب محمد الحلبوسي ونائبه الأول، وقررت فيه، إشراك لجنة الحكماء التي دعت المرجعية الدينية إلى تشكيلها في مناقشات اللجنة، وإشراك خبراء أساتذة القانون الدستوري في الجامعات العراقية بإعدادات الصياغات اللازمة؛ لإجراء التعديلات الدستورية. ودعوة منظمات المجتمع المدني والنقابات والاتحادات المختصة، من أجل رفد اللجنة بالآراء والأفكار والمقترحات حول التعديلات الدستورية. وفتح موقع إلكتروني يتم من خلاله استقبال آراء كل شرائح المجتمع العراقي، ومنهم ممثلون عن المتظاهرون حول رؤيتهم في التعديلات الدستورية. والاستعانة بخبرات الأمم المتحدة من خلال بعثتها في العراق. وفي 11 نوفمبر، 2019 الموافق يوم الأثنين، انتخب أعضاء لجنة التعديلات الدستورية النائب فالح الساري رئيساً للجنة، والنائب محمد تميم والنائب يوسف محمد صادق نائبين للرئيس والنائب صاحب خدر مقرراً للجنة. وفي 13 نوفمبر، 2019 سمت لجنة التعديلات الدستورية أعضاء لجنتين فرعتين حيث تناقش الأولى أبواب الدستور الأولى والثانية والثالثة، بينما تناقش اللجنة الفرعية الثانية أبواب الدستور الرابعة والخامسة والسادسة. وفي 18 نوفمبر، 2019 عقدت لجنة التعديلات الستورية، اجتماعاً مع النقابات والاتحادات ومنظمات المجتمع المدني لمناقشة البنود والتعديلات الستورية، وقدمت مقترحات وآراء رؤساء النقابات والاتحادات ومنظمات المجتمع المدني بشكل تحريري إلى اللجنة، والتي تضمن إمكانية تشكيل هيئات شعبية من الوجهاء وشخصيات معروفة في المحافظات للإشراف على عمل المحافظين وإلغاء مجالس المحافظات نهائياً. وإضافة بند في الدستور تتكفل الدولة فيه بدعم القطاع الخاص باعتباره شريكاً أساسياً في عملية التنمية الاقتصادية وينظم ذلك بقانون. فضلاً عن الاهتمام بالمحافظات النفطية ومساعدتها على مواجهة التحديات والسلبيات التي تواجهها والأمراض السرطانية نتيجة التلوث البيئي الناجم عن عمليات الإنتاج النفطي فيها. في 1 ديسمبر، 2019 الموافق يوم الأحد، عقدت لجنة التعديلات الدستورية برئاسة النائب فالح الساري رئيس اللجنة وبحضور أعضائها، اجتماعاً لمناقشة البنود والتعديلات الدستورية، وناقشت تقرير الدائرة الإعلامية بخصوص المقترحات التي تم استلامها عن طريق الموقع والبريد الإلكتروني المخصص للجنة. وقال رئيس اللجنة بأن التقرير تضمن استلام 168 مقترحاً من المواطنين حيث بلغت نسبة 56.5% من المقترحات كتعديلات، بينما كانت نسبة 43.5% الأخرى لإضافة بنود دستورية جديدة. وبحثت اللجنة إدراج «المواطنة» في الديباجة، وأدراج أسماء جميع المكونات في التعديل الدستوري. وفي 11 يناير، 2020، الموافق يوم السبت، قدم أعضاء اللجنة خلال الاجتماع الذي عقد مقترحاتهم بشأن المادة 87 الخاصة بالسلطة القضائية، والمادة 89 المتعلقة بإعادة ترتيب السلطة القضائية الاتحادية وتقديم المحكمة الاتحادية العليا على مجلس القضاء الأعلى، ومحكمة التمييز الاتحادية، وجهاز الإشراف القضائي، والمحاكم الاتحادية الأخرى التي تنظم وفقاً للقانون. وأجرت لجنة التعديلات الدستورية تغييراً على اسم المحكمة الاتحادية العليا ليصبح المحكمة الدستورية الاتحادية العليا.

### أعضاء لجنة التعديلات الدستورية
تتكون اللجنة المُشكلة من قبل مجلس النواب العراقي من 30 عضواً وهم:
1. رئيس اللجنة فالح ساري عبد اشي
2. نائب رئيس اللجنة محمد علي تميم
3. نائب رئيس اللجنة يوسف محمد
4. مقرر اللجنة صائب خدر
5. أرشد رشاد الصالحي
6. ثورة جواد الحلفي
7. جمال احمد كوجر
8. جوان احسان
9. حسن خلف العلو
10. حنين محمود القدو
11. حيدر عبد الكاظم الفوادي
12. رشيد عداي العزاوي
13. ريبوار هادي هادي
14. صباح جلوب الساعدي
15. ظافر ناظم العاني
16. عبد الباري مجيد المدرس
17. عبد الاله علي النائلي
18. عدنان عبد خضير الزرفي
19. عمار طعمة
20. فلاح حسن زيدان
21. فيان صبري
22. محمد سالم الغبان
23. محمد علي الغزي
24. محمد ناصر دلي الكربولي
25. محمد شياع السوداني
26. نبيل حمزة الطرفي
27. نعيم عبد ياسر العبودي
28. يحيى غازي المحمدي
29. يونادم كنا
30. يوسف بعير علوان

## الإطار القانوني
قانون إدارة العتبات المقدسة والمزارات الشيعية الشريفة رقم 19 لسنة 2005
يؤسس في ديوان الوقف الشيعي بموجب هذا القانون (دائرة العتبات المقدسة والمزارات الشيعية الشريفة)
العتبات المقدسة هي العمارات التي تضم مراقد ائمة أهل البيت عليهم السلام والبنايات التابعة لها في النجف الاشرف وكربلاء والكاظمية وسامراء ويلحق بها مرقد العباس عليه السلام في كربلاء.
والمزارات الشيعية الشريفة هي : العمارات التي تضم مراقد مسلم بن عقيل وميثم التمار وكميل بن زياد والسيد محمد ابن الامام الهادي عليه السلام والحمزة الشرقي والحمزة الغربي والقاسم الحر واولاد مسلم وغيرهم من اولاد الائمة واصحابهم والاولياء الكرام من المنتسبين إلى مدرسة أهل البيت عليهم السلام في مختلف انحاء العراق.
مادة 3
تسعى الدائرة إلى تحقيق الاهداف الاتية :
1- إدارة وتسيير شؤون العتبات والمزارات والعناية بها ورعايتها بما يناسب قدسيتها وتطويرها وتوسعتها بتشييد عمارات ملحقة بها وبشكل يميّز مكانتها واثرها الديني والتاريخي مع الحفاظ على الطابع الإسلامي للعمارة
2- صرف واردات العتبات والمزارات في مواردها وفق الضوابط الشرعية والقانونية.
3- استثمار الاموال العائدة للعتبات والمزارات بمختلف الاوجه المناحة والموافقة لاحكام الشرع الحنيف والقوانين النافذة
4- تسهيل وتنظيم زيارة العتبات المقدسة والمزارات والشيعية الشريفة
5- تشخيص وتحديد المزارات الشيعية الشريفة والتعريف بها.
قانــــون ديـــوان الوقـــف الشيعي
المادة (2) يعمل الديوان علي تحقيق الاهداف التالية :
اولا": إدارة الاوقاف التي ليس لها متول خاص، والعناية بتنفيذ شروط الواقفين في الاوقاف التي لها متول خاص
ثانيا": استثمار الاموال التي ليس لها متول خاص بما يضمن الحفاظ عليها وتنميتها.
ثالثا": العناية بشؤون الجوامع والحسينيات والمؤسسات الدينية والخيرية وتطويرها
رابعا": تعزيز وتنمية الثقافة الإسلامية واحياء التراث الإسلامي والاثار الإسلامية والمحافظة عليها
خامسا : توثيق الروابط الدينية مع العالم الإسلامي والتقريب بين المذاهب الإسلامية
سادسا : رعاية شؤون العتبات المقدسة ومراقد الائمة (عليهم السلام) ومقامات الصحابة والاولياء والمساجد والحسينيات.
مشروع قانون الأحوال الشخصية الجعفري، ومشروع قانون القضاء الشرعي الجعفري العراقي
قانونا الأحوال الشخصية والقضاء الجعفريين والذين تم انجازهما استناداً للمادة 41 من الدستور العراقي والتي تنص على أن:" العراقيين أحرار في الالتزام بأحوالهم الشخصية، حسب دياناتهم أو مذاهبهم أو معتقداتهم أو اختياراتهم، وينظم ذلك بقانون
الأمر الذي رفضته جبهة الحوار الوطني والتي يترأسها نائب رئيس الوزراء صالح المطلك بحجة أن تلك المادة تشوبها خلافات سياسيّة فضلاً على أن القانون لا ينسجم مع الدستور وأنه بدعة تؤسس لمفاهيم الطائفية
القانونين الجديدين من شأنهما فصل الأحوال والقضاء السني عن الشيعي، ليصبح في العراق محاكم خاصة بالشيعة وأخرى خاصة بالسنة، فضلاً عن فصل معاملات الزواج والطلاق والولادة والوفاة والاحوال المدنية والمشاكل الشرعية والفصل في المعاملات القضائية على أنها سنيّة أو شيعية، في الوقت الذي كان قانون عام 1959 يسمع لأي عراقي بالزواج على أي مذهب دون اجباره على تسجيل زواجه ضمن مذهب معيّن.

## الإسلام والدستور العراقي
تؤكد المادة الثانية من الدستور العراقي الحالي ان الإسلام دين الدولة وهو مصدر اساس للتشريع، ومنعت هذه المادة الثانية، سن قانون يخالف ثوابت احكام الْإِسْلَام. وتاريخيا كان للإسلام تَأْثِير في المجتمع العراقي وكل الدساتير التي وضعت في العراق منذ زمن الملكية اعتبرت الإسلام ديناً رسمياً للدولة غير ان هذه المادة منعت اصدر قوانيين مخالفه لثوابت احكام الإسلام.

## وصلات خارجية
- دستور العراق على موقع زيد العلي (خبير عراقي في القانون الدستوري)
- قاعدة التشريعات والتنظيمات العراقية
- السلطة القضائية العراقية نسخة محفوظة 20 يونيو 2014 على موقع واي باك مشين.
- مجلس الوزراء العراقي
- مجلس النواب العراقي
- برنامج الأمم المتحدة الإنمائي
- برنامج إدارة الحكم في الدول العربية
- مكتب العراق لبرنامج الأمم المتحدة الإنمائي
- بعثـة الأمم المتحـدة لمســاعدة العراق - يونـامـي